# Yokohama Flügels
Maillots
Yokohama Flügels (横浜フリューゲルス) est un club de football japonais basé à Yokohama, disparu en 1999.
Fondé en 1964 comme le All Nippon Airways FC, le club évolue en J. League de 1993 à 1998, avant de fusionner avec son rival local du Yokohama Marinos au sein du Yokohama F. Marinos. Les supporteurs mécontents créent en réaction le Yokohama FC.

## Palmarès
- Super Coupe d'Asie (1) :
  - Vainqueur : 1995

- Coupe d'Asie des Vainqueurs de Coupes (1) :
  - Vainqueur : 1994

- Coupe du Japon (2) :
  - Vainqueur : 1993, 1998.
  - Finaliste : 1997

## Joueurs et personnalités du club

### Entraîneurs
| Rang | Nom              | Période   |
| ---- | ---------------- | --------- |
| 1    | 西海輝           | 1970-1971 |
| 2    | 森豊             | 1972-1974 |
| 3    | 田中豊           | 1975      |
| 4    | Takaaki Morimoto | 1976      |

| Rang | Nom                     | Période   |
| ---- | ----------------------- | --------- |
| 5    | Hideo Kubo              | 1977-1983 |
| 6    | Naoki Kurimoto (ja)     | 1984-1985 |
| 7    | Toshihiko Shiozawa (en) | 1986-1991 |

| Rang | Nom                           | Période   |
| ---- | ----------------------------- | --------- |
| 8    | Shū Kamo                      | 1991-1994 |
| 9    | Bunji Kimura                  | 1995      |
| 10   | Antônio Silva (football) (en) | 1995      |

| Rang | Nom                     | Période   |
| ---- | ----------------------- | --------- |
| 11   | Otacílio Gonçalves (en) | 1996-1997 |
| 12   | Carles Rexach           | 1998      |
| 13   | Gert Engels             | 1998      |